# Прапор Васильківського району (Дніпропетровська область)
Пра́пор Василькі́вського райо́ну — офіційний символ Васильківського району Дніпропетровської області, затверджений 14 грудня 2005 року рішенням № 485-29/IV сесії Васильківської районної ради. Автор — В. Ф. Гундарчук.

## Опис
Прямокутне полотнище зі співвідношенням сторін 2:3 складається з двох вертикальних рівновеликих смуг — зеленої та жовтої, посередині знаходиться герб району без картуша та корони висотою 1/2 ширини прапора.